# توم غريغوري
توم غريغوري (بالإنجليزية: Tom Gregory)‏ هو ناشط حقوق إل جي بي تي أمريكي، ولد في 24 أبريل 1960 في كامدن في الولايات المتحدة.